# When You Tell the World You're Mine
"When You Tell the World You're Mine" – singel pop szwedzkich piosenkarzy Agnes i Björna Skifsa. Utwór został wykonany podczas ślubu księżniczki szwedzkiej i następczyni tronu Wiktorii z Danielem Westlingiem, 19 czerwca 2010 roku. Sam utwór został napisany specjalnie na tę okazję, jako prezent dla młodej pary.

## Informacje o singlu
Jörgen Elofsson, autor piosenki, współpracował wcześniej z Agnes, natomiast muzyka została skomponowana również przez Elofssona oraz Johna Lundvika, jako oficjalna piosenka ślubu.
Część zysków ze sprzedaży singla zostanie przekazane fundacji Wiktorii, w celu zapobiegania alienacji i poprawy stanu zdrowia wśród szwedzkich dzieci. 
Utwór został zaprezentowany zaraz po przemowie arcybiskupa, w kościele św. Mikojała w Sztokholmie, gdzie odbył się ślub.

## Format wydania
Digital download
(Wydany: 20 czerwca 2010, przez wytwórnię Roxy)
1. "When You Tell the World You're Mine" — 4:05
2. "When You Tell the World You're Mine" (wersja kościelna) — 4:08

EP
(Wydany: 21 czerwca 2010, przez wytwórnię Roxy)
1. When You Tell the World You're Mine" — 4:05
2. "Medley"
3. "Fanfare for Victoria, crown princess of Sweden"
4. "Hymn för sopran, kör och orkester"
5. "En vänlig grönskas rika dräkt (Psalm 201:1–3)"
6. "Vi lyfter våra hjärtan (Psalm 84:1–2)"
7. "When You Tell the World You're Mine" (wersja kościelna) — 4:08
8. "Praise the Lord with Drums and Cymbals" wykonany przez Królewską Filharmonię
9. "When You Tell the World You're Mine" (wersja instrumentalna) — 4:05

Singel CD
(Wydany: 23 czerwca 2010, przez wytwórnię Roxy)
1. "When You Tell the World You're Mine" — 4:05
2. "When You Tell the World You're Mine" (wersja instrumentalna) — 4:05

## Daty wydania
| Kraj    | Data             | Format           | Wytwórnia       |
| ------- | ---------------- | ---------------- | --------------- |
| Szwecja | 20 czerwca 2010  | Digital dwonload | Roxy Recordings |
| Szwecja | 21 czerwca 2010  | EP               | Roxy Recordings |
| Szwecja | 23 czerwca 2010  | Singel CD        | Roxy Recordings |
| Świat   | 20 czerwca 2010  | Digital download | Roxy Recordings |
| Niemcy  | 25 sierpnia 2010 | Singel CD        | Warner Music    |

## Notowania
| Lista                       | Najwyższa pozycja |
| --------------------------- | ----------------- |
| European Hot 100 Singles    | 85                |
| Mitä hittiä (Finlandia)     | 19                |
| Sverigetopplistan (Szwecja) | 1                 |
| Svensktoppen (Szwecja)      | 1                 |